# Војислав Жанетић
Војислав Жанетић (Београд, 3. новембар 1963) је српски сценариста. Студирао Филозофски факултет у Београду. Написао је сценарио за представе Индексовог Радио Позоришта: ”Источно од Рајха”, “Брат и Мир“, “Тамо далеко је сунце“, “Свет или Ништа, “Опроштајни Концерт“ (са Драгољубом С. Љубичићем).
Писао је колумне за новине Дневни Телеграф, Европљанин и Нин. Аутор је и књиге дечјих прича – „Бића о којима мало знамо“. Добитник је награда “Бранко Ћопић” за сатиру и Невенове награде за дечју књижевност.
Од 1992. године бави се адвертајзингом у агенцијама Сачи и Сачи и Огилви и Мадер. Био је и адвертајзинг саветник БКТВ и Хемофарма, а од 1997. године власник је сопственог креативног студија. Сувласник је и директор адвертајзинг агенције МОЗАИК. Добитник је награда за адвертајзинг: Златни Победник фестивала у Фиренци 1993. године, Златни Бобањ Порторож 1994. године и Златна Ружа Монтре 1994. године. Од 2018. године један је од тројице аутора хумористичко-сатиричне емисије Пљиж.